# Inpabasis
Inpabasis is een geslacht van libellen (Odonata) uit de familie van de waterjuffers (Coenagrionidae).

## Soorten
Inpabasis omvat 3 soorten:
- Inpabasis hubelli Santos, 1961
- Inpabasis machadoi Santos, 1961
- Inpabasis rosea (Selys, 1877)